# Ponte (Kampanien)
Ponte ist eine italienische Gemeinde (comune) mit 2404 Einwohnern (Stand 31. Dezember 2023) in der Provinz Benevento in Kampanien. Die Gemeinde liegt etwa 12 Kilometer nordwestlich von Benevento am Calore Irpino.

## Verkehr
Der Bahnhof von Ponte (Ponte-Casalduni) liegt an der Bahnstrecke Caserta–Foggia. Durch die Gemeinde führt die Strada Statale 265 dei Ponti della Valle.

## Einzelnachweise

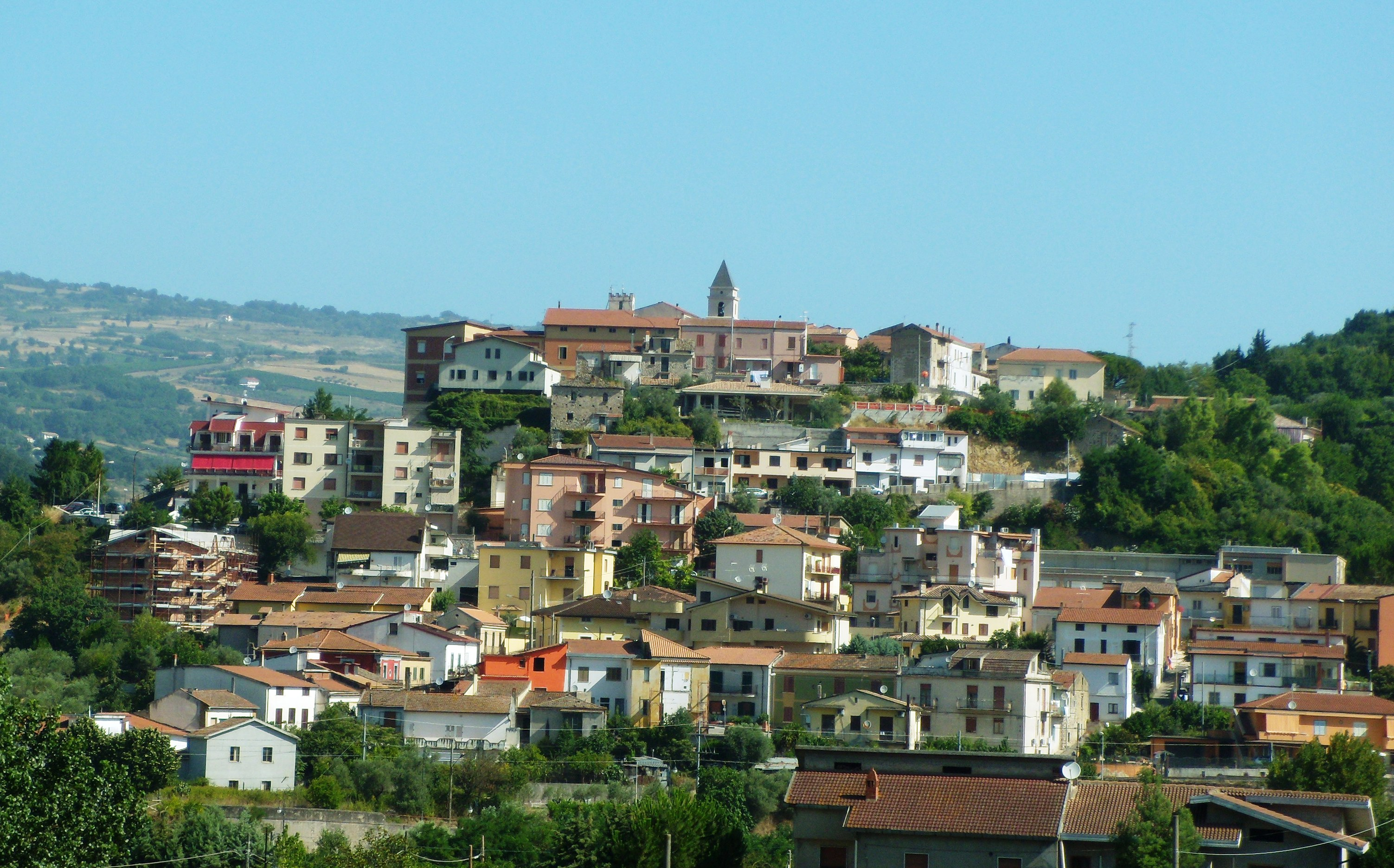
Blick auf Ponte